# Limaria orbignyi
Limaria orbignyi is een tweekleppigensoort uit de familie van de Limidae. De wetenschappelijke naam van de soort is voor het eerst geldig gepubliceerd in 1930 door Lamy.